# Ґжибово-Капусьник
Ґжибово-Капусьник (пол. Grzybowo-Kapuśnik) — село в Польщі, у гміні Вечфня-Косьцельна Млавського повіту Мазовецького воєводства.
У 1975-1998 роках село належало до Цехановського воєводства.